# Jordan Morris
Pour les articles homonymes, voir Morris.
Jordan Morris, né le 26 octobre 1994 à Seattle dans l'État de Washington, est un joueur international américain de football jouant au poste d'attaquant aux Sounders de Seattle.

## Biographie

### En équipe nationale
Le 9 novembre 2022, il est sélectionné par Gregg Berhalter pour participer à la Coupe du monde 2022.

## Palmarès

### En club
Cardinal de Stanford
- Vainqueur du Championnat NCAA en 2015
- Vainqueur de la Pacific-12 Conference en 2015

 Sounders de Seattle
- Vainqueur de la Coupe MLS en 2016 et 2019
- Vainqueur de la Ligue des champions en 2022
- Finaliste de la Coupe MLS en 2017 et 2020

### En sélection
États-Unis
- Vainqueur de la Gold Cup en 2017
- Vainqueur de la Ligue des nations en 2021
- Finaliste de la Gold Cup en 2019

## Statistiques
| Saison                | Club                  | Championnat           | Championnat | Championnat | Championnat | Coupe(s) nationale(s) | Coupe(s) nationale(s) | Coupe(s) nationale(s) | Compétition(s) continentale(s) | Compétition(s) continentale(s) | Compétition(s) continentale(s) | Compétition(s) continentale(s) | Séries | Séries | Séries | Coupe du monde des clubs | Coupe du monde des clubs | Coupe du monde des clubs | États-Unis | États-Unis | États-Unis | Total | Total | Total |
| Saison                | Club                  | Division              | M.          | B.          | P.d.        | M.                    | B.                    | P.d.                  | Comp.                          | M.                             | B.                             | P.d.                           | M.     | B.     | P.d.   | M.                       | B.                       | P.d.                     | M.         | B.         | P.d.       | M.    | B.    | P.d.  |
| 2016                  | Sounders de Seattle   | MLS                   | 34          | 12          | 4           | 2                     | 0                     | 0                     | LCC                            | 2                              | 0                              | 0                              | 6      | 2      | 1      | -                        | -                        | -                        | 6          | 0          | 0          | 50    | 14    | 5     |
| 2017                  | Sounders de Seattle   | MLS                   | 23          | 3           | 1           | 0                     | 0                     | 0                     | -                              | -                              | -                              | -                              | 2      | 0      | 0      | -                        | -                        | -                        | 12         | 4          | 1          | 37    | 7     | 2     |
| 2018                  | Sounders de Seattle   | MLS                   | 0           | 0           | 0           | 0                     | 0                     | 0                     | LCC                            | 1                              | 0                              | 0                              | 0      | 0      | 0      | -                        | -                        | -                        | 1          | 0          | 0          | 2     | 0     | 0     |
| 2019                  | Sounders de Seattle   | MLS                   | 26          | 10          | 7           | 0                     | 0                     | 0                     | -                              | -                              | -                              | -                              | 4      | 3      | 1      | -                        | -                        | -                        | 14         | 5          | 6          | 44    | 18    | 14    |
| 2020                  | Sounders de Seattle   | MLS                   | 23          | 10          | 8           | -                     | -                     | -                     | LCC                            | 2                              | 1                              | 1                              | 4      | 1      | 1      | -                        | -                        | -                        | 4          | 1          | 0          | 33    | 13    | 10    |
| 2020-2021             | Swansea City (prêt)   | Championship          | 4           | 0           | 0           | 1                     | 0                     | 0                     | -                              | -                              | -                              | -                              | -      | -      | -      | -                        | -                        | -                        | 3          | 0          | 0          | 8     | 0     | 0     |
| 2021                  | Sounders de Seattle   | MLS                   | 2           | 0           | 0           | -                     | -                     | -                     | -                              | -                              | -                              | -                              | 1      | 0      | 0      | -                        | -                        | -                        | 1          | 0          | 0          | 4     | 0     | 0     |
| 2022                  | Sounders de Seattle   | MLS                   | 29          | 7           | 0           | -                     | -                     | -                     | LCC                            | 8                              | 3                              | 0                              | -      | -      | -      | -                        | -                        | -                        | 10         | 1          | 0          | 47    | 11    | 0     |
| 2023                  | Sounders de Seattle   | MLS                   | 16          | 9           | 0           | 0                     | 0                     | 0                     | LCup                           | 0                              | 0                              | 0                              | -      | -      | -      | 1                        | 0                        | 0                        | 4          | 0          | 0          | 21    | 9     | 0     |
| Sous-total            | Sous-total            | Sous-total            | 151         | 51          | 20          | 2                     | 0                     | 0                     | -                              | 13                             | 4                              | 1                              | 17     | 6      | 3      | 1                        | 0                        | 0                        | 52         | 11         | 7          | 236   | 72    | 31    |
| Total sur la carrière | Total sur la carrière | Total sur la carrière | 155         | 51          | 20          | 3                     | 0                     | 0                     | -                              | 13                             | 4                              | 1                              | 17     | 6      | 3      | 1                        | 0                        | 0                        | 55         | 11         | 7          | 244   | 72    | 31    |